# Яан Юнґ
Яан Юнґ (ест. Jaan Jung, 18 листопада 1835, селоІмавере, Ліфляндська губернія (нині  волость Імавере, повітЯрвамаа, Естонія) - 26 червня 1900, селоІмавере, Ліфляндська губернія, нині  волость Імавере, повіт Ярвамаа, Естонія) — видатний естонський культурно-громадський діяч, історик, біограф, археолог іфольклорист, публіцист, музикант, перекладач, автор підручників.

## Біографія
Яан Юнґ був простим повітовим шкільним учителем і археологом-аматором.
У другій половині XIX століття він за допомогою активного листування ініціював широку кампанію із загальної  інвентаризації і каталогізації пам'яток старовини в Естонії, став організатором руху естонців з їх виявлення в країні.
В результаті цього йому вдалося каталогізувати майже 500 пам'яток естонської історії. Найважливіші з них, Юнґ почав публікувати в «Muinasaja teadus eestlaste maalt» (перший список пам'ятників вийшов у 1898, 1899 і посмертно в 1910).
Це стало першим кроком у розвитку естонської археології.
Збирав дані про відомі камені свого краю, у 1910 посмертно була опублікована книга Яана Юнга «Наука про давній час естонської землі», в якій він описав ряд монолітів, виявлених в Естонії.
Разом з Матіасом Йоганом Ейсеном (1857-1934) і Оскаром Калласом (1868-1946) був ініціатором заходу зі збору народної музики. До сьогоднішнього дня Естонський архів фольклору в Тарту зберігає одну з найбільших світових колекцій фольклористики.
Займався перекладами. Ним, наприклад, перекладена рідною мовою «Хроніка Лівонії»  Генріха фон Леттланда, що описує історичні події в Лівонії і оточуючих країнах в період з 1180 по 1227 рік.
Співпрацював з багатьма естонськими газетами. Грав на органі.
Був членом Вченого Естонського товариства і Фінського товариства старовини (Suomen Muinaismuisto-Yhtiö).
Праці Яана Юнґа знаходяться зараз в Естонському музеї літератури.
Похований на цвинтарі Піліствере.

## Вибрана бібліографія
- Eesti rahwa wanast usust, kombedest ja juttudest. Tartu: H. Laakmann, 1879.
- Halliste ja Karksi kirikute ja kihelkondade ajalugu: Halliste kiriku 25-aastase juubileumi mälestuseks 29. Okt. 1892. Tartu, 1893.
- Jutustused Türgi sõaplatsist 1877. Viljandi, 1877.
- Järwa maa ja Paide lossi ja linna aja loust. Tartu: H. Laakmann, 1879.
- Liiwimaa kuningas Magnus ja Wene Zaar Joann Wassiljewitsh IV, ehk, tükike Wene- ja Läänemere maade ajalugust aastast 1530 kunni 1584. Tartu: H. Laakmann, 1874.
- Liiwlaste würst Kaupo, ja sõdimised tema päewil, kui ka Liiwi rahwast ja nende kadumisest siin maal. Tartu: H. Laakmann, 1876.
- Mönda Isamaa wanust aegust. Tartu: H. Laakmann, 1874.
- Nurmegunde maa ja Põltsama lossi ja linna aja loust. Tartu: H. Laakmann, 1879.
- Rootslaste wäljarändamine Hiiomaalt aastal 1781, ja teiste Eestimaal elawa Rootslaste loust aastast 1345 kunni 1800. Tartu: H. Laakmann, 1875.
- Sakala maa ja Wiliandi lossi ja linna aja loust : lõpetuses mõned Wiliandi maa rahwa wanad jutud. Tartu: H. Laakmann, 1878.
- Sõda Wolmari linna al ja Rakwere linna õnnetu kadumine. Tartu: H. Laakmann, 1876.
- Õntsa dr. Martin Luteruse elu lugu : Luteruse 400 aastase sündmise pääwa mälestuseks. Tartu : H. Laakmann, 1883.
- Muinasaja teadus Eestlaste maal. I(II) osa : kohalised muinasaja kirjeldused Liiwimaalt, Pernu ja Wiljandi maakonnast. Tallinn: Artsturm, 2000.
- Läti Hendriku Liiwi maa kroonika ehk Aja raamat. Alguskirja järele välja annud J. Jung. 4 vihikut. Tartu: H. Laakmann, 1881—1884.